# Mariä Geburt (Steinwiesen)

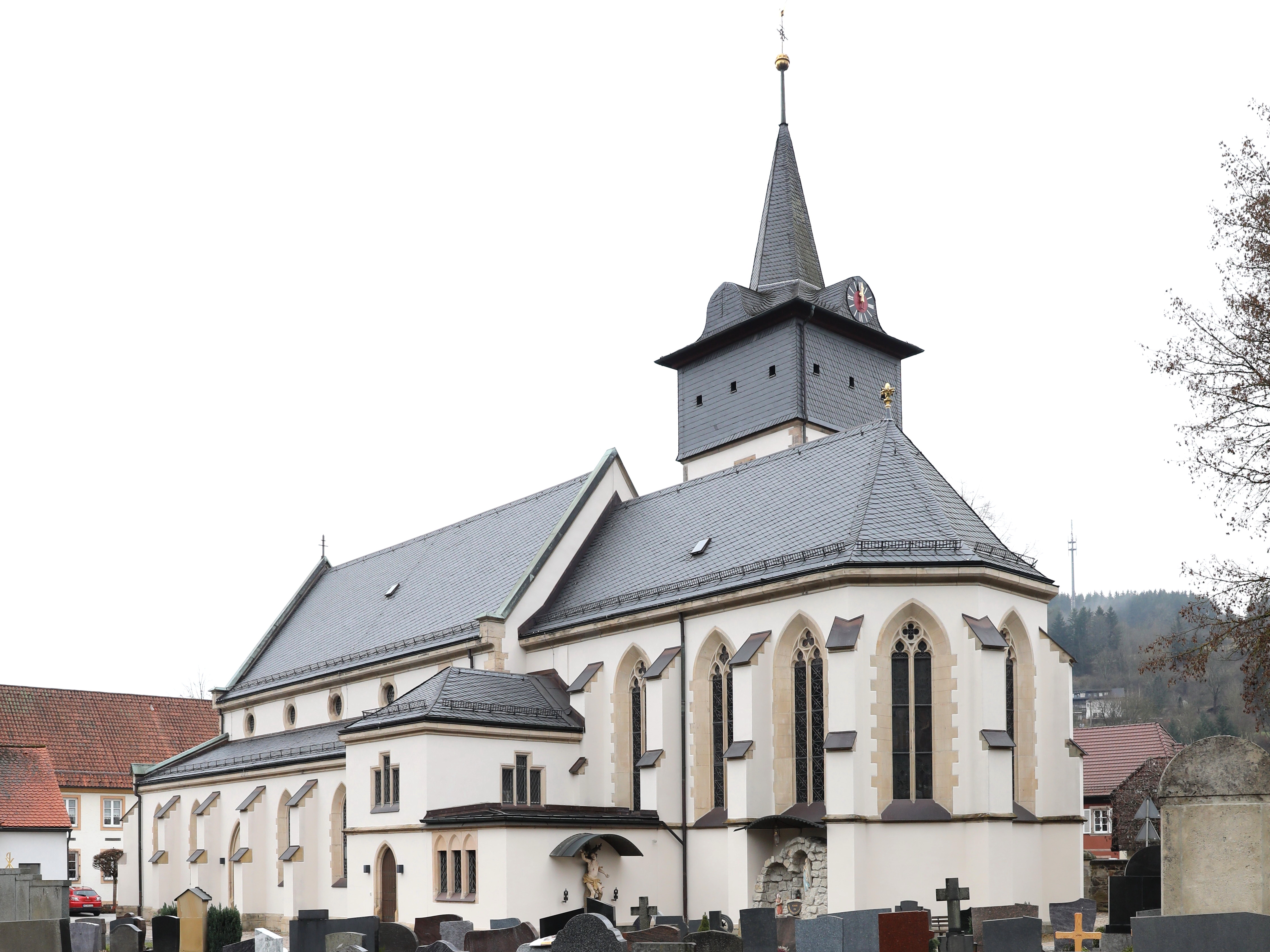
Pfarrkirche Mariä Geburt in Steinwiesen

Die katholische Pfarrkirche Mariä Geburt steht in Steinwiesen im oberfränkischen Landkreis Kronach. Das denkmalgeschützte Gotteshaus wurde 1898 nach einer umfangreichen Erweiterung im neugotischen Stil neu geweiht. Die Pfarrei, im Naturpark Frankenwald gelegen, gehört zum Seelsorgebereich Frankenwald im Dekanat Kronach des Erzbistums Bamberg.

## Baugeschichte
Eine Pfarrei ist in Steinwiesen für 1421 belegt. Die Kirche ist mit von Steinwiesen aus gegründeten Pfarreien und Kuratien die Mutterkirche des gesamten Umlandes. Als es um den Standort für das Gotteshaus ging, soll einer Sage nach mehrmals mitten im Sommer an der Stelle der heutigen Kirche Schnee gefallen sein. Daher wird die Kirche auch Santa Maria Maggiore des Frankenwaldes genannt. Das Schneewunder war wohl der Ursprung der Marienwallfahrten nach Steinwiesen, die vom 16. bis 18. Jahrhundert ihren Höhenpunkt hatten und heute nur von lokaler Bedeutung sind.
Eine neue Kirche baute Friedrich Popp 1475/1476. Aus dieser Zeit blieben das Untergeschoss des Turmes sowie die Stirnwand und die Ostteile der Hochwände des Mittelschiffes erhalten. Die Turmobergeschosse werden auf das 17. Jahrhundert datiert. Im Jahr 1705 folgte eine Verlängerung des Kirchenschiffes in Richtung Westen. In den Jahren 1744 und 1788 fanden weitere Bauarbeiten statt. Nach Plänen von Hofbauer und Ohlmüller wurde die Pfarrkirche zuletzt zwischen 1896 und 1898 erweitert. Es wurden der Chor neu errichtet und die beiden Seitenschiffe angebaut. Danach weihte der Erzbischof von Bamberg Joseph von Schork die Pfarrkirche am 22. Juni 1898 wieder.

## Baubeschreibung
Die Pfarrkirche steht am östlichen Ortsrand und ist bereichsweise vom Friedhof umgeben. Sie hat einen neugotischen, eingezogenen Chor mit vier Jochen und einem Fünfachtelschluss. Der Chorraum wird von Kreuzrippengewölben überspannt und von Fenstern mit zweibahnigem Maßwerk belichtet. Das Langhaus ist eine Pseudobasilika mit fünf Fensterachsen auf den Längsseiten. Das nur wenig überhöhte Mittelschiff wird von einer hölzernen Flachdecke überspannt, die neugotischen Seitenschiffe von Gewölben. Die Fassade ist ringsherum mit hohen, schlanken Strebepfeilern besetzt, die die Standsicherheit der Gewölbe sicherstellen.
Der Chorseitenturm steht im nördlichen Chorwinkel. Das Turmuntergeschoss überspannt ein spitzbogiges Tonnengewölbe. Die unteren Geschosse sind verputzt und durch verzahnte Eckquader sowie Kehlgesimse aus Sandstein gegliedert. Drei Geschosse haben Schießscharten, teilweise in Schlüsselform. Im fünften Geschoss sind vor der Glockenstube allseitig Schallöffnungen in spitzbogigen Doppelarkaden vorhanden. Das oberste Geschoss ist verschiefert und hat kleine rechteckige Öffnungen. Ein verschieferter, sechsseitiger Spitzhelm mit vier Zwerchhäusern, drei davon mit Zifferblättern besetzt, bildet den oberen Abschluss.

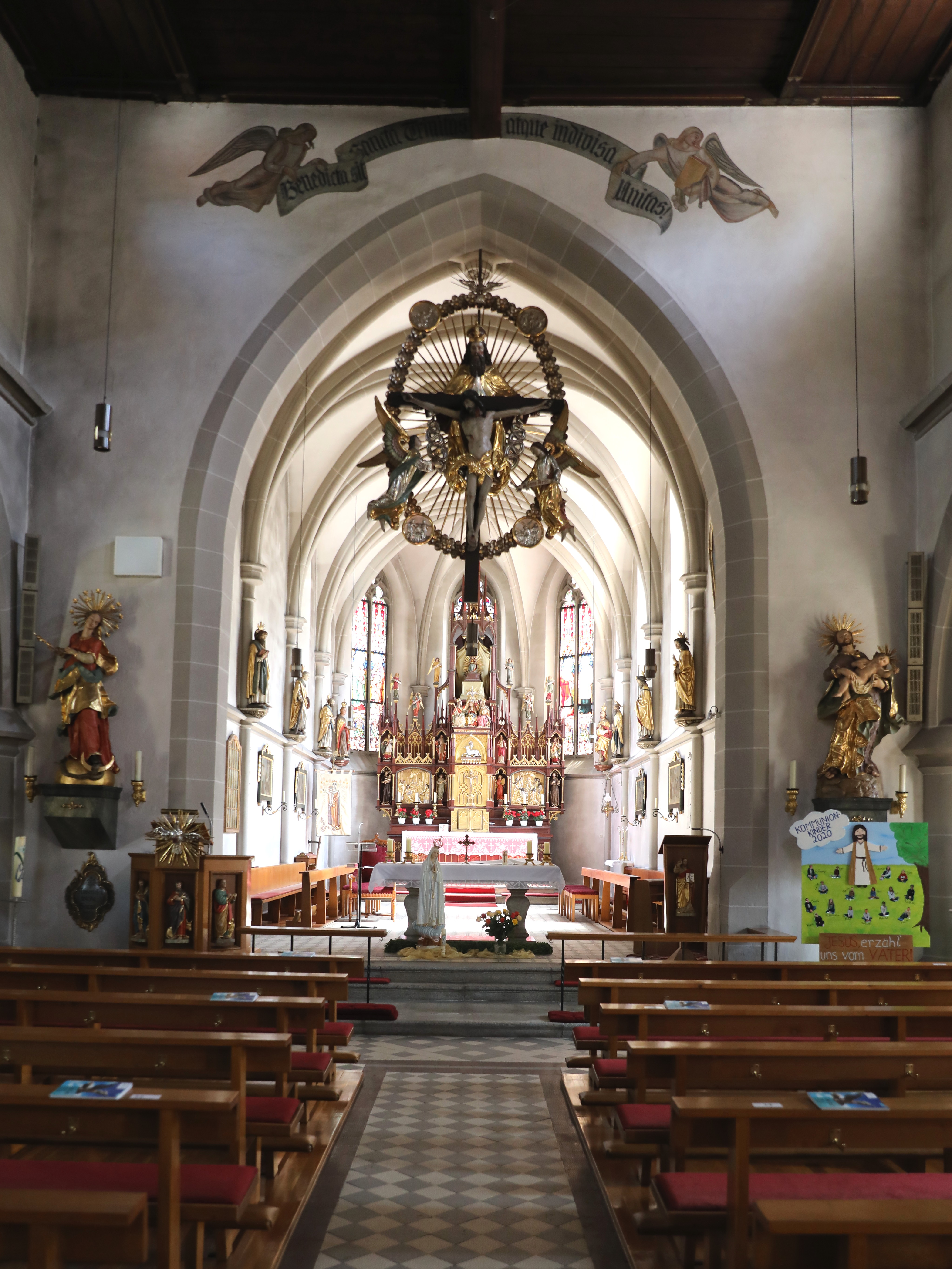
Chorraum der Pfarrkirche

## Ausstattung
Markant ist im Innenraum der am Chorbogen aufgehängte Gnadenstuhl, eine Schnitzarbeit des Tiroler Künstlers Franz Schmalzl aus den 1920er Jahren. Er stellt die Trinität in Verbindung mit dem Leiden Christi dar.
Der neugotisch gestaltete Hochaltar stammt aus dem Jahr 1898. Es ist eine Arbeit des Kronacher Schreinermeisters Michael Deuerling. Der Altar beherbergt in der Mitte ganz oben das Gnadenbild, eine Marienfigur aus dem 14. Jahrhundert. In einem Strahlenkranz thront die bekrönte Muttergottes und neigt ihr Haupt zum Jesuskind. Auf ihrem Schoß hält sie eine Schüssel, in die früher die Wallfahrer ihre Gaben legten.
Im Chorraum stehen unter anderem die von dem Bamberger Leonhard Goldwitzer 1718 für den abgegangenen Hochaltar geschnitzten Figuren der Bistumsheiligen, des heiligen Heinrich und der heiligen Kunigunde.
Das Taufbecken ist aus Sandstein und wird auf die zweite Hälfte des 17. Jahrhunderts datiert. Es hat ein rundes Becken auf einer balusterförmigen, geschuppten Stütze.

### Orgel
Im Jahr 1898 stellte der Bayreuther Orgelbauer Johann Wolf eine neue Orgel auf. Diese baute um und erweiterte 1952 Hoffmann und Schindler aus Ostheim vor der Rhön. Das Instrument hatte 20 Register auf zwei Manualen und Pedal. Da eine Instandsetzung in den Originalzustand zu teuer war, entschied sich die Gemeinde für eine neue elektronische Orgel, die der Erzbischof von Bamberg Ludwig Schick 2022 weihte.